# Riccardo Piatti
Riccardo Piatti (Como, 8 novembre 1958) è un allenatore di tennis italiano.
Ha allenato molti giocatori nella top 10 del ranking della Association of Tennis Professionals (ATP), come Novak Đoković, Ivan Ljubičić, Richard Gasquet, Milos Raonic, Borna Ćorić e Jannik Sinner.

## Biografia
Piatti cominciò a giocare a tennis all'età di nove anni, al circolo tennis Villa d'Este a Cernobbio. L'idea di diventare un allenatore di tennis risale al 1978, quando il maestro del circolo Villa d'Este si era infortunato e Piatti chiese di sostituirlo.

### Carriera da coach
Piatti diventa maestro federale nel 1982 dopo aver frequentato la SNM, Scuola Nazionale Maestri. L'anno seguente diventa vice-direttore della SNM e direttore del centro estivo di Palagano. Tra il 1984 e il 1988 si occupa del Settore Tecnico giovanile della FIT ed è capitano della squadra di Coppa Borotra (U16) alla guida di Renzo Furlan, Cristiano Caratti, Federico Mordegan e Diego Nargiso. Dal 1988 decide di lavorare come coach privato e seguire alcuni dei migliori giovani del momento italiani come Renzo Furlan (no. 19 del ranking ATP), Cristiano Caratti (no. 26), Federico Mordegan e Cristian Brandi (nazionali di doppio), Omar Camporese (passa con lui a no. 26 e vince il torneo ATP di Rotterdam).
Nel 1996 è collaboratore per la preparazione olimpica e per la Coppa Davis, contribuendo ai quarti di finale raggiunti da Renzo Furlan alle Olimpiadi di Atlanta e alla semifinale di Davis che l'Italia perde contro la Francia. L’esperienza si ripete anche nel 2000 e nel 2004. Dal 1997, fino al suo ritiro avvenuto nel 2012, ha seguito il croato Ivan Ljubičić portandolo fino alla terza posizione del ranking e ad aggiudicarsi dieci tornei ATP tra cui il Masters di Indian Wells, il bronzo olimpico in doppio ai Giochi olimpici di Atene e la Coppa Davis nel 2004 a cui si aggiungono due partecipazioni alla Master Cup.
Dal 2011 al 2013 ha lavorato con Richard Gasquet, dal quale si è separato per motivi personali. Dal 2013 al 2017 ha seguito Milos Raonic, periodo nel quale ha raggiunto una finale al Torneo di Wimbledon e la terza posizione del ranking. 
A partire dal 2008 affianca le sue attività con workshop e consulenze tecniche per altri circoli, coach e giocatori. Nel 2017 ha fondato a Bordighera, inaugurandola ufficialmente nell'aprile 2018, la propria accademia chiamata Piatti Tennis Centre, nel cui staff hanno trovato posto anche Massimo Sartori, allenatore di Andreas Seppi, Marco Cecchinato e Karin Knapp, e Cristian Brandi. Nella struttura si sono allenati lo stesso Seppi, Borna Ćorić, Jannik Sinner, che ha seguito ed allenato dal 2014 al 2022 fino all'ingresso in Top 10, e per brevi periodi anche Novak Đoković, che Piatti aveva seguito tra il 2004 e il 2005, Stan Wawrinka e Garbiñe Muguruza. Grazie ai successi ottenuti con Sinner, è stato tra i candidati al premio ATP per il miglior allenatore dell'anno nel 2020.

## Onorificenze
Parmurelu d'oru 2021 - Città di Bordighera.